# Брацлавська Марія Харитонівна
Марія Харитонівна Брацлавська (Ніколаєнко) (нар. 15 жовтня 1936, село Рачки, тепер Немирівського району Вінницької області) — українська радянська діячка, новатор сільськогосподарського виробництва, доярка колгоспу «Україна» Немирівського району Вінницької області. Депутат Верховної Ради УРСР 6—8-го скликань. Герой Соціалістичної Праці (22.03.1966).

## Біографія
Народилася в селянській родині Харитона Брацлавського. У 1949 році закінчила семирічну школу в селі Кірове (тепер — Рачки) Немирівського району Вінницької області.
Трудову діяльність розпочала у 1949 році телятницею колгоспу «Пам'ять Леніна» (з 1958 року — «Україна») села Кірове Немирівського району Вінницької області. З 1954 року працювала дояркою в цьому ж колгоспі.
Отримувала по 4.500 і по 5.000 кілограмів молока від кожної корови. Так, у 1979 році середньорічний надій молока на корову закріпленої за Марією Ніколаєнко групи корів становив 4.611 кг.
Член КПРС з 1959 року. Делегат XXIV з'їзду КПРС.
Закінчила вечірню середню школу.
З 1991 року — на пенсії в селі Кірове (тепер — Рачки) Немирівського району Вінницької області.

## Нагороди
- Герой Соціалістичної Праці (22.03.1966)
- два ордени Леніна (26.02.1958, 22.03.1966)
- орден Трудового Червоного Прапора (1971)
- орден Жовтневої Революції (1973)
- орден Трудової Слави ІІІ ст. (1976)
- орден Трудової Слави ІІ ст. (1986)
- медаль «За трудову відзнаку» (1970)
- медаль «За довгорічну добросовісну працю»
- медалі